# Lars Skiöld

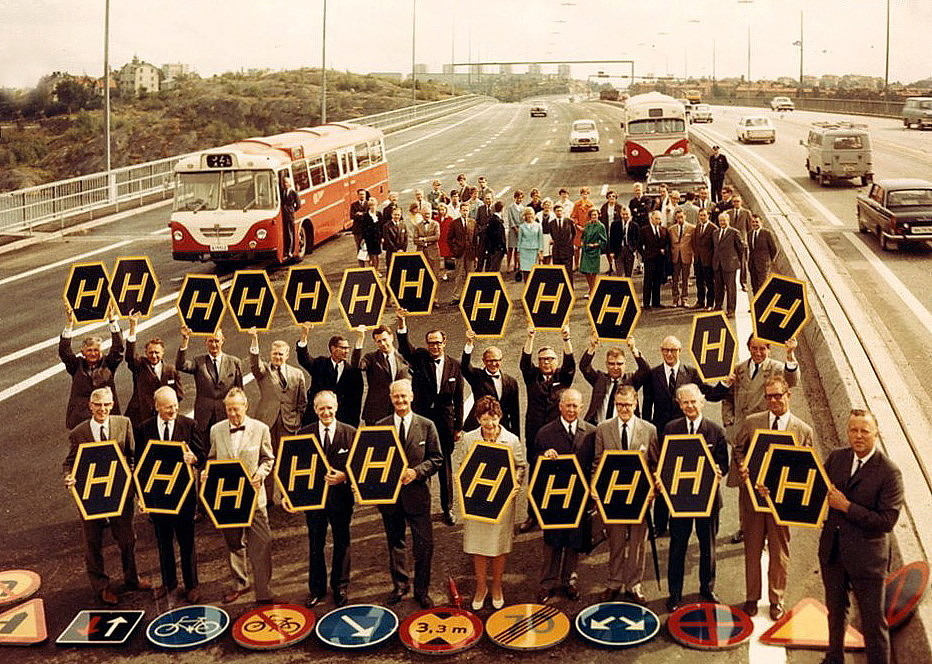
Essingeleden på "Dagen H", vy söderut i höjd med Gröndal. Längst till höger märks själva "högergeneralen" Lars Skiöld.

Lars Olof Reuter Skiöld, född 17 januari 1923 i Uppsala, död 27 februari 2006 i Gottsunda församling i Uppsala län, var en svensk ämbetsman. Han blev känd i media i samband med övergången till högertrafik, därefter som generaldirektör för Trafiksäkerhetsverket och slutligen som VD i statliga Tipstjänst AB.

## Biografi
Lars Skiöld var son till uppbördsmannen Rickard Skiöld och Nanny, ogift Pettersson. Han avlade juris kandidatexamen i Uppsala 1944, anställdes vid länsstyrelsen i Kronobergs län 1944, vid statens hyresråd 1946, vid Byggnadsstyrelsen 1948, vid kommunikationsdepartementet 1953, blev kansliråd där 1960, byråchef 1961 och var expeditionschef 1964–1965.
År 1963 beslutade riksdagen att Sverige skulle övergå till högertrafik och på sommaren bildades Statens högertrafikkommission, i vilken Skiöld 1965 blev vice ordförande och verkställande ledamot. Han var operativt ansvarig för projektet och framträdde ofta i massmedia.
När Trafiksäkerhetsverket bildades 1968, blev Skiöld verkets förste generaldirektör. Efter fyra år som generaldirektör utsågs han till VD i statliga Tipstjänst AB, en position han behöll tills han gick i pension 1980.
Skiöld gav 2005 ut boken 80 år på Tellus. Den behandlar trafiksäkerhetsfrågor och beskriver ingående arbetet vid högertrafikomläggningen men innehåller även delar av mer personlig käraktär.
Lars Skiöld gifte sig 1945 med Marianne Holmberg (1925–2012), dotter till direktören Ruben Holmberg och Greta, ogift Tressman.

## Utmärkelser
- Kommendör av första klass av Nordstjärneorden, 6 juni 1971.[5]